# Adolf Koepsel
Adolf Koepsel (* 26. März 1856 in Berlin; † 26. Juli 1933 ebenda) war ein deutscher Physiker.
Sein Vater war Druckereibesitzer. Adolf Koepsel studierte von 1880 bis 1885 Mathematik und Physik in Berlin und Heidelberg. Er war Assistent von Hermann von Helmholtz.
Ab 1885 bis 1903 arbeitete er bei Siemens & Halske im Bereich Messtechnik. 1894 entwickelte er einen nach ihm benannten Apparat zur Bestimmung der magnetischen Eigenschaften verschiedener Eisensorten. Ab 1899 beschäftigte er sich mit der drahtlosen Telegrafie.
Nachdem Desider Korda (1864–1919) aus Paris bereits am 8. Juni 1892 ein deutsches Patent auf den Drehkondensator erhalten hatte, von dem Koepsel aber keine Kenntnis gewann, erfand Koepsel in den Jahren 1901/02 den Drehkondensator erneut und führte ihn als Abstimmelement in die Funktechnik ein. Er konstruierte auch einen empfindlicheren Kohärer.
1909 gründete er in Berlin seine Firma Dr. A. Koepsel Mechanische Werkstätte G.m.b.H. zur Produktion von Messgeräten, in dem er bis 1930 tätig war. Bereits 1927 hatte er das Unternehmen an die Askania-Werke verkauft.

## Veröffentlichungen
- Bestimmung der Constante für die elektromagnetische Drehung der Polarisationsebene des Natriumlichtes in Schwefelkohlenstoff; Berlin, Univ., Diss., 1885
- Bestimmung magnetischer Momente und absoluter Stromstärken mit der Waage